# Monument de Moša Pijade
Le monument de Moša Pijade (en serbe : Споменик Моши Пијаде et Spomenik Moši Pijade), est un monument situé dans la municipalité de Stari grad à Belgrade en Serbie. Érigé en 1967, il est inscrit sur la liste des biens culturels de la Ville de Belgrade.

## Présentation
Le monument est situé rue Makedonska et a été érigé dix ans après la mort de Moša Pijade (1890-1957), homme politique, journaliste et peintre, cadre important du régime communiste yougoslave, décoré de l'Ordre du Héros national. Le projet fut soumis à un concours et le jury choisit le sculpteur Branko Ružić.
L'œuvre reflète les préoccupations de l'artiste concernant l'unité de l'humanité ; dépourvue de piédestal, elle est conçue pour un rapport direct de l'observateur avec l'œuvre, selon un mode qui renvoie à une approche contemporaine des monuments publics.